# Caren Marsh Doll
Caren Marsh Doll (nascida Morris; nascida em 6 de abril de 1919) também creditada como Caren Marsh, é uma ex-atriz e dançarina americana de teatro e cinema especializada em dança moderna e sapateado. Ela é notável como uma das stand-ins de Judy Garland em The Wizard of Oz (1939) e Ziegfeld Girl (1941). Ela é um dos últimos atores sobreviventes da Era de Ouro de Hollywood.
De 1937 a 1948, Marsh apareceu em filmes com a Metro-Goldwyn-Mayer, incluindo um pequeno papel não creditado em Gone with the Wind (1939). Ela se tornou instrutora de dança em 1956.

## Juventude
Marsh nasceu em Hollywood, Califórnia, em 6 de abril de 1919. Seu pai era corretor da bolsa de valores de Hollywood. Ela e sua família eram ativas na igreja metodista. Em 1937, ela se formou na Hollywood High School e queria se tornar atriz. Seus pais não aprovaram essa escolha e preferiram que ela seguisse os estudos universitários. Eles se comprometeram dizendo a Caren que, a menos que ela conseguisse um emprego como atriz, ela seria mandada para a escola.

## Carreira cinematográfica
Marsh fez teste para um papel em Rosalie (1937), estrelado por Nelson Eddy e Eleanor Powell, mas não ganhou o papel. Mais tarde, ela fez um novo teste para aquele filme e conseguiu o papel. Ela foi contratada como stand-in de dança de Judy Garland para The Wizard of Oz. Ela foi contratada principalmente porque era semelhante em altura e constituição física a Garland e até recebeu seu próprio par de chinelos de rubi. Ela serviu como stand-in de Garland pela segunda vez com Ziegfeld Girl (1941). De acordo com Marsh, quando ela não estava substituindo Garland em The Wizard of Oz ela estaria em Hollywood, na Selznick International Pictures, trabalhando como figurante em Gone with the Wind (1939).
No cinema, creditada sob o nome de Caren Marsh, ela apareceu em filmes como That Night in Rio (1941), Hands Across the Border (1944), Wild Harvest (1947), Girl Crazy (1943), Best Foot Forward (1943), Seven Sweethearts (1942), e Night and Day (1946). Ela apareceu falando em filmes como Secrets of a Sorority Girl (1945) e Navajo Kid (1945).
Em 1947, Marsh foi nomeada Miss Sky Lady de 1947 e começou a aparecer em menos filmes para focar em seu novo interesse pela dança. Depois de aparecer em um show aéreo como Miss Sky Lady, ela teve aulas de instrução de voo, aprendeu a voar e mais tarde lançou folhetos com seu perfil de atuação em vários estúdios de cinema de Hollywood. Ela fez uma aparição no The Gabby Hayes Show em 1956, após o qual se tornou instrutora de dança.

## Sobrevivência em acidente de avião em 1949

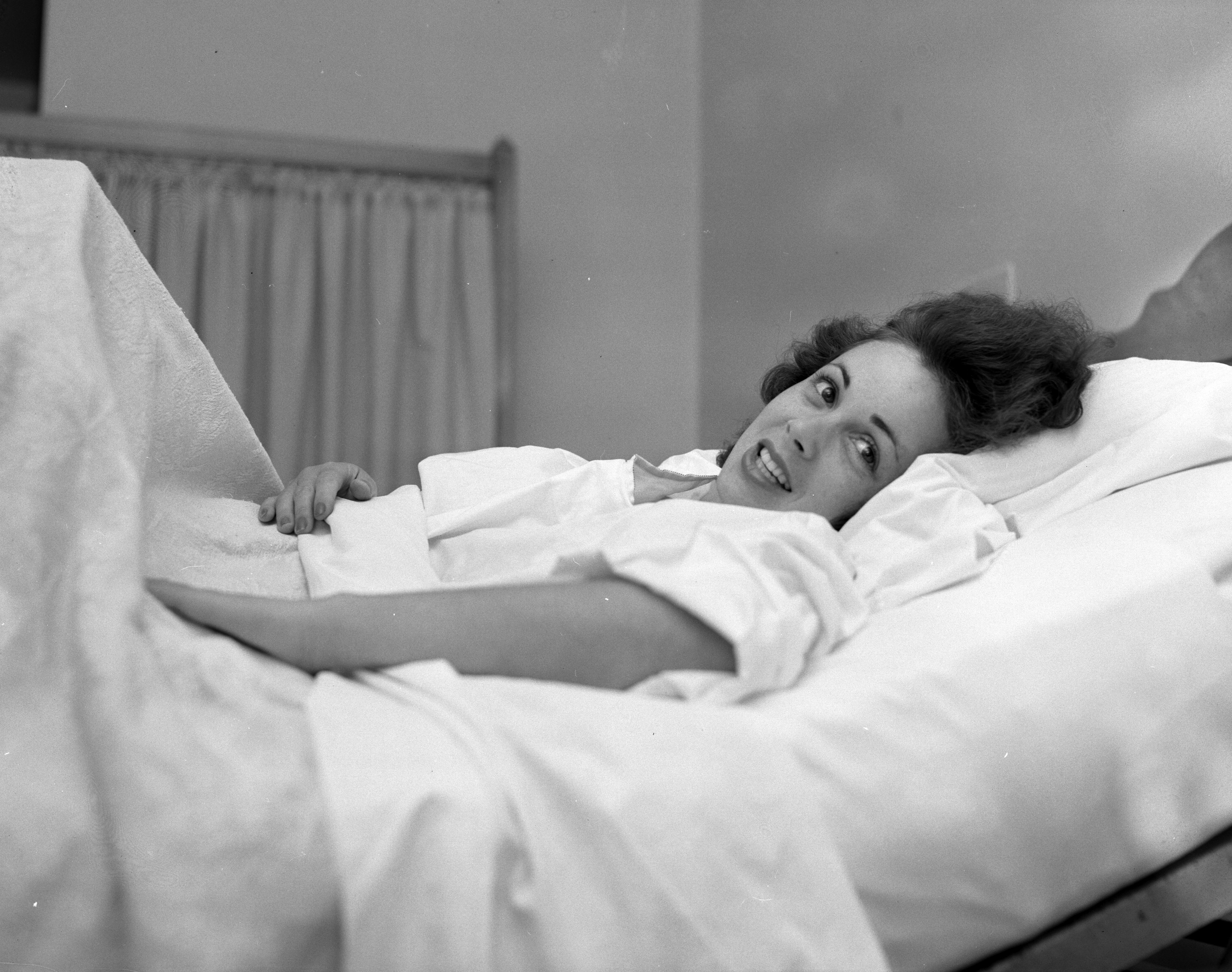
Marsh no hospital após a queda do avião

Em 12 de julho de 1949, aos 30 anos, Marsh estava a bordo do voo 897R da Standard Air Lines, quando o C-46E caiu. O voo havia partido de Albuquerque, Novo México, às 4h43. Enquanto se aproximava do Lockheed Air Terminal em Burbank, Califórnia, às 7h40, o avião bimotor, voando muito baixo, enganchou a ponta da asa em uma colina e caiu perto de Chatsworth, Califórnia, e Marsh foi uma das 13 pessoas que sobreviveu. Marsh foi retirada dos destroços por outra passageira chamada Judy Frost. Marsh foi hospitalizada no Cedars of Lebanon Hospital por várias semanas e quase teve seu pé esquerdo amputado. Os médicos de Marsh lhe disseram que ela provavelmente nunca mais dançaria, mas depois de exercícios cuidadosos ela conseguiu se curar e continuar dançando.

## The Wizard of Oz
Embora não seja um membro do elenco creditado, Marsh é um dos poucos sobreviventes conhecidos por ter trabalhado no filme da MGM The Wizard of Oz (1939). No entanto, ela sobreviveu a todos os principais membros do elenco. Ela apareceu em festivais, convenções e reuniões de cinema do Wizard of Oz.

## Festival de Oz
Em 2011, Marsh serviu como Grande Marechal da Parada Oz-Stravaganza em Chittenango, Nova Iorque.

## Vida pessoal
Marsh mudou-se para Palm Springs, Califórnia, em 1957 e casou-se com Bill Doll (falecido em 1979), assessor de imprensa do produtor de teatro e cinema Mike Todd. Ela completou 100 anos em abril de 2019. Sua irmã mais nova era a atriz de cinema e televisão Dorothy Morris.
Uma vez por mês, na primeira segunda-feira, Marsh é voluntária como instrutora de terapia de dança no Palm Springs Stroke Activity Center, onde os estilos ensinados variam de temas como dança de salão, country, havaiana e dança do ventre. Ela é um membro ativo da The Palm Springs United Methodist Community Church.

## Filmografia
| Ano  | Título                         | Personagem                                | Notas                                |
| ---- | ------------------------------ | ----------------------------------------- | ------------------------------------ |
| 1937 | Rosalie                        | Dançarina                                 | Sem créditos                         |
| 1939 | Gone with the Wind             | Convidada para churrasco; Garota no Bazar | Sem créditos                         |
| 1939 | The Wizard of Oz               | Stand-in de dança: Judy Garland           | Sem créditos                         |
| 1941 | Ziegfeld Girl                  | Stand-in: Judy Garland                    | Sem créditos                         |
| 1942 | Seven Sweethearts              | Dançarina                                 | Sem créditos                         |
| 1943 | Best Foot Forward              | Dançarina                                 | Sem créditos                         |
| 1944 | Hands Across the Border        | Dançarina                                 | Sem créditos                         |
| 1944 | Pickup Girl                    | Pendente                                  | Curta-metragem                       |
| 1945 | Secrets of a Sorority Girl     | Audrey Scott                              |                                      |
| 1945 | Navajo Kid                     | Winifred McMasters                        |                                      |
| 1946 | Night and Day                  | Cliente Jovem                             | Sem créditos                         |
| 1947 | Smash-Up, the Story of a Woman | Bobby-Soxer                               | Sem créditos                         |
| 1947 | Welcome Stranger               | Esposa                                    | Sem créditos                         |
| 1947 | Wild Harvest                   | Natalie                                   | Sem créditos                         |
| 1948 | Luxury Liner                   | Garota                                    | Sem créditos                         |
| 1948 | Adventures of Don Juan         | Garota na pousada                         | Sem créditos, último papel no cinema |